# Jaskinia Twardowskiego
Die Höhle Jaskinia Twardowskiego (deutsch: Twardowski-Höhle) ist eine Höhle im Massiv der Krzemionki Zakrzowskie in den südlichen Ausläufern des Krakau-Tschenstochauer Jura in dem Stadtteil Zakrzówek der polnischen Stadt Krakau. Sie liegt zwischen dem See Jezioro Zakrzówek im ehemaligen gleichnamigen Steinbruch und der Weichsel. Unweit der Höhle befindet sich die Helle Höhle.

## Lage und Beschreibung
Die Höhle ist über 500 Meter lang und 17 Meter tief. Der Eingang befindet sich auf einer Höhe von ca. 215 m n.p.m. Die Höhle war bereits in der Steinzeit bewohnt. 

## Etymologie
Der Name lässt sich als Höhle des Twardowski übersetzen und spielt auf die Legende des Pan Twardowski an, der in der Höhle zur Regierungszeit von Sigismund II. August sein alchemisches Labor gehabt haben soll.

## Tourismus
Die Höhle ist frei zugänglich. Sie ist jedoch nicht für Touristen ausgebaut, eine elektrische Beleuchtung existiert nicht.